# NAD deidrogenasi
La NAD deidrogenasi è un enzima appartenente alla classe delle ossidoreduttasi, che catalizza la seguente reazione:
NADH + H+ + accettore ⇄ NAD+ + accettore ridotto
L'enzima è una flavoproteina contenente centri ferro-zolfo. Dopo che i preparati vengono sottoposti a certi trattamenti, il citocromo c può agire come accettore. In condizioni normali, due protoni vengono presi dal citocromo, o dal compartimento intramitocondriale o stromale. E situata nel complesso mitocondriale come la NADH deidrogenasi (ubichinone) (numero EC 1.6.5.3).